# Рашке духовне свечаности
Рашке духовне свечаности је манифестација која се одржава сваке године од 15. до 19. августа, почев од 1993. године у Рашкој. Манифестација промовише највише културне, научне и уметничке вредности. На манифестацији се могу видети богат и разноврстан програм за децу, изложбе, концерти, књижевни и позоришни програм. Све то је допринело да манифестација окупи најзначајнија имена из света уметности, културе, музике и филма.

## O манифестацији
Централни део Рашких духовних свечаности почиње средином августа отварањем изложбе радова насталих на ликовној колонији „Академија Јелена Анжујска“. На Рашким духовним свечаностима, учествовали су врхунски уметници, писци, филозофи, духовници, музичари, научници, филмски и позоришни ствараоци. Негује се традиција и духовност, најављују се и подржавају нови трендови у култури и уметности, слуша се квалитетна музика, гледају се добри филмови, промовишу се значајни књижевни аутори и њихова дела, расправља се на најразличитије теме, постављају се најважнија друштвена питања и помаже се да се изграде алтернативни приступи њиховом решавању.

### Организација
Организатори манифестације: Центар за културу „Градац“ и Туристичко спортска организација Рашка.

#### Доприноси, културна блага
Посебан значај манифестацији даје богато културно-историјско наслеђе, Манастир Градац, Стара Павлица и Нова Павлица, као и непосредна близина два споменика UNESCO-ове светске културне баштине: Старог Раса са Сопоћанима – целине која укључује манастире Сопоћане и Ђурђеве Ступове, Петрову цркву и остатке тврђава Рас и Градина – као и Манастира Студенице. Традиционално гостопримство Рашчана, национални паркови Голија и Копаоник, који се налазе на територији општине Рашка, непресушни природни ресурси и тајне домаће гастрономије, чине да Рашке духовне свечаности буду увек посећене.

## ПризнањеСтефан Првовенчани
Од 2000. године на Рашким духовним свечаностима додељује се признање Стефан Првовенчани за изузетан допринос српској култури. Досадашњи лауреати овог високог признања су великани културне сцене у Србији: композитор Светислав Божић, сликар Милорад Бата Михаиловић, филозоф Михајло Ђурић, режисер Емир Кустурица, сликар Сава Ракочевић, песник Слободан Ракитић, књижевник Данко Поповић, књижевник Драгослав Михаиловић, музичар Бора Дугић, архитекта Предраг Ристић, књижевник Милисав Савић, композиторка Исидора Жебељан, виолиниста Стефан Миленковић, филолог Дарко Танасковић.